# Seraj w Safedzie
Seraj w Safedzie (hebr. בית הסראייה) – seraj zlokalizowany na Starym Mieście Safedu, na północy Izraela.

## Historia
W połowie XVIII wieku beduiński szejk pochodzący z Tyberiady, Dhaher al-Omar zbuntował się przeciwko Osmanom. Opanował i ufortyfikował Akkę, która stała się jego głównym miastem. Położone w Górnej Galilei miasto Safed odgrywało ważną rolę w kształtowaniu lokalnej gospodarki. To właśnie Dhaher al-Omarowi przypisuje się wybudowanie seraju w Safedzie. Trzęsienie ziemi w Galilei (1837) zburzyło część pałacu. Został on odbudowany przez Turków i służył jako pałac osmańskiego gubernatora miasta. Część pomieszczeń wykorzystywano jako więzienie. W 1900 roku dobudowano do niego wieżę zegarową. W okresie panowania Brytyjczyków (lata 1918-1948), seraj służył brytyjskiemu gubernatorowi. Podczas pogromu w Safedzie (1929) wielu Żydów schroniło się w seraju, mając nadzieję na ochronę ze strony brytyjskich władz mandatowych. Jednak gdy Arabowie wspięli się na otaczający dziedziniec mur, Brytyjczycy nie zareagowali. W rezultacie Arabowie bezkarnie strzelali do siedzących na dziedzińcu Żydów. Po I wojnie izraelsko-arabskiej w 1948 roku miasto Safed znalazło się w państwie Izrael. W kolejnych latach budynek służył różnym celom. W 1975 roku dzięki pomocy finansowej filantropów Izaaka Wolfsona i jego żony Edith, budynek został odnowiony i przystosowany do potrzeb centrum kultury "Isaac i Edith Wolfson Community Center".

## Architektura
Budynek seraju wzniesiono w kształcie hebrajskiej litery ח z wewnętrznym dziedzińcem. Seraj ma dwie kondygnacje. Po jego brzegach wybudowano dwie wieże - po stronie zachodniej jest wieża zegarowa.

## Obecne wykorzystanie
W seraju obecnie mieści się centrum kultury The Wolfson Community Center. Jest tutaj wystawa ilustrująca historię Safedu, odbywają się historyczne pokazy światła i dźwięku. Jest tutaj informacja turystyczna miasta. Jedno z pomieszczeń jest wykorzystywane jako mała synagoga Noam. Jest tutaj także konserwatorium muzyczne oraz szkoła języka hebrajskiego dla nowych imigrantów. Na dziedzińcu organizowane są okazjonalne koncerty muzyki kameralnej, a w miesiącach letnich warsztaty muzyczne powiązane z Festiwalem Klezmerów w Safedzie. Pochodzący ze Stanów Zjednoczonych artysta Phillip Ratner utworzył tutaj niewielką galerię własnych rzeźb, obrazów, litografii i gobelinów przedstawiających sceny biblijne.